# フンハ県

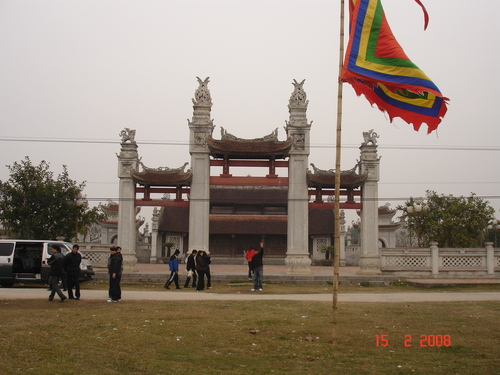

フンハ県（フンハけん、ベトナム語：Huyện Hưng Hà / 縣興河? ）は、ベトナムタイビン省の県である。面積は200.42km²、人口は253,272人（2019年）である。

## 行政区画
2市鎮33社を管轄する。